# Ботвинья
Нам подай зимою щи с пирогом, кашу; летом ботвинью, либо окрошку, тюрю, поставь квасу, да ржанова хлебца ломоть, чтобы было за что подержаться, да зубами помолоть.
Какова Аксинья, такова и ботвинья.

Какова Устинья, таково у ней ботвинье.

Толкуй, Фетинья Савишна, про ботвинью давишню.
— Господа, едем, у нас сегодня ботвинья. Но будете ли вы кушать ботвинью, m-r Смольков?.. Ах, Петербург! Ах, большой свет!.. А мы здесь совсем опростились… Мы чернозём… Не правда ли?..
Как тарантас, ты не видел ничего лучше степи, ничего далее Москвы. Луч просвещения не пробьет твоей толстой шкуры. Для тебя искусство сосредоточивается в ветряной мельнице, наука — в молотильной машине, а поэзия — в ботвинье да в кулебяке. Дела тебе нет до стремления века, до современных европейских задач. Были бы лишь у тебя щи, да баня, да погребец, да тарантас, да плесень твоя деревенская.
Я — свинья, и ты — свинья,

Все мы, братцы, свиньи.

Нынче дали нам, друзья,

Целый чан ботвиньи.
Ботви́нья (ботви́нье) — старинное блюдо русской национальной кухни, холодный суп с тонким нежно-острым вкусом с горчинкой на хлебном квасу. Ботвинью заправляют припущенной и протёртой отварной свекольной ботвой и свежей огородной зеленью. Отдельно к ботвинье подают отваренную свежую или солёно-копчёную рыбу преимущественно ценных видов, «красную» (белугу, осетрину, судака) и раковые шейки, а также мелко нарубленный лёд-багренец. Тем самым классическую ботвинью сервируют сразу в трёх посудах, и в этом состоит её главное отличие от других холодных супов. Появление ботвиньи на столе ознаменовывало в России окончание зимы и холодов. В XIX веке изысканная ботвинья была яркой жемчужиной русской кухни, её называли королевой русских холодных супов.

## Этимология
Слово «ботвинья» было включено в словарь Российской академии наук в 1789 году, оно происходит от глагола «ботеть» — «толстеть» и родственного ему «ботва»: «толстыми» были корнеплоды съедобных растений, листья которых входили в состав блюда. Ботвинья упоминается ещё в «Домострое». В допетровскую эпоху ботвинью, как и окрошку, относили к закускам, а не первым блюдам. Пик популярности ботвиньи пришёлся на XIX век, когда пристрастие к ботвинье даже стимулировало развитие в стране торговли зеленью и соответственно грунтового и тепличного огородничества. Ныне ботвинью в России готовят редко, некоторые эксперты считают, что незаслуженному забвению ботвиньи способствовала официальная советская кулинария. По мнению В. В. Похлёбкина, традиция ботвиньи была утрачена из-за дороговизны блюда и трудоёмкости его приготовления по сравнению с другими холодными супами, а упрощённые рецепты в современных кулинарных книгах не дают представления об истинном вкусе и привлекательности ботвиньи. В 2000-е годы ботвинья уже была внесена в словарь забытых и трудных слов русского языка.

## История
Ботвинья появилась в крестьянской кухне, в старинную ботвинью на селе наряду со свекольными листьями добавляли ботву спаржи, хрена, моркови, редьки, редиса, репы, а также различные травы (щавель, лебеду, крапиву, кислицу, огуречную траву, сныть, борщевик и даже подсолнух). Ботвичную массу и огородные травы предварительно припускали, протирали через сито и соединяли с квасом. Ботвинья — жидкий суп не гуще сливок с однородной консистенцией, без волокон и кусочков непротёртой зелени. У каждой русской хозяйки был свой рецепт ботвиньи, о чём свидетельствуют сохранившиеся пословицы. В многочисленных различных рецептах, от деревенского до ресторанного, в ботвинью также идут мелко порезанные свежие и солёные огурцы, припущенный шпинат, зелёный лук и укроп. Рецепт XVII века предусматривал в ботвинье мелко нарезанную варёную свёклу. В зависимости от рецепта суповой части ботвинья была простой или запарной, если в ней присутствовала кислая запарная закваска из ржаной муки и квасной гущи. Квас для ботвиньи подходит без излишней сладости или кислоты, чтобы приятно оттенять вкус солоноватой рыбы. Правильный вкус супу также придают щавель, тёртый хрен, горчица, ошпаренная лимонная цедра и лимонный сок. По рецепту Е. И. Молоховец помимо баварского кваса (из красного ячменного солода, пшеничной муки и патоки) в ботвинью добавляют кислые щи. В. В. Похлёбкин предпочитает к ботвинье красную рыбу и раков и категорически исключает неотваренную солёную или солёно-копчёную рыбу как портящую тонкий вкус изысканного блюда. Ботвинья, подаваемая без рыбы, называется «неполной». В некоторых рецептах рекомендуется добавлять в ботвинью для вкуса шампанского или хереса.

## В литературе
Как следует из писем А. С. Пушкина супруге, поэт сам любил «славную ботвинью» и потчевал ею дома брата Льва, а тот хлебал две тарелки и убирал осетрину. В Тарханах, поместье бабушки М. Ю. Лермонтова Е. А. Арсеньевой, популярную ботвинью подавали с варёной рыбой, ломтиками балыка и раками на гарнир. По воспоминаниям Е. А. Сушковой, по возвращении в большой компании домой с богомолья юный Лермонтов всё никак не желал садиться вместе со всеми за обеденный стол с ботвиньей, пока не записал на клочке бумаги стоя на коленях перед стулом стихотворение «Нищий».
О популярности некогда любимого блюда летнего стола в России свидетельствуют многие произведения русской классической литературы. В романе Д. Н. Мамина-Сибиряка «Приваловские миллионы» действие обеда, «обыкновенного, но приготовленного с таким искусством и таким знанием человеческого желудка», открывалось необыкновенно мудрёной ботвиньей. В романе И. А. Гончарова «Обломов» благодаря трудам хозяйки дома вдовы Агафьи Матвеевны Пшеницыной в строгой очерёдности подавали суп с потрохами, макароны с пармезаном, кулебяку, ботвинью и цыплят. В романе П. И. Мельникова-Печерского «В лесах» Никитишна сготовила «ботвинье борщевое с донским балыком да со свежей осетриной». На обед у дедушки в романе «Семейная хроника» С. Т. Аксакова за горячими щами следовала «ботвинья со льдом, с прозрачным балыком, жёлтой, как воск, солёной осетриной и с чищеными раками». В «Господах Головлёвых» М. Е. Салтыкова-Щедрина полковой доктор-жуир после осмотра больного Павла Владимирыча вместо окрошки, битков и жаркого из цыплят велит приготовить себе ботвиньи с осетринкой, раз уж в доме имеется солёная осетрина и севрюжина. В сборнике очерков В. А. Гиляровского «Москва и москвичи» упоминается миллионер Чижов, постоянный посетитель тестовского трактира, который летом обязательно заказывал ботвинью с осетриной, белорыбицей и сухим тёртым балыком. Никонор Иваныч в рассказе Л. А. Мея «Казус» утверждал, что он делать ботвинью мастер: с балыком первого сорта, провесной белорыбицей, белужиной и осташевскими раками, ботвой чтоб «весна в лугах вяла», луком, укропом, хреном, свежими огурцами, чтоб от них за две комнаты пахло. Квас, кислые щи и что там ещё — «се мон секрэ» («это мой секрет»). И подавать ботвинью надо не как в трактирах, «вспенят миску верхом — и хорошо», а у Никонора Иваныча каждый ингредиент на хрустале, на фарфоре и на серебре особняком подавай, чтобы гости видели, а уж потом он им воочию фокус-покус сотворит, метаморфозу кулинарную. Подробное описание обеда с ботвиньей содержится в повести И. С. Шмелева «Богомолье». Струнников в «Пошехонской старине» М. Е. Салтыкова-Щедрина пытался научить парижского ресторатора готовить ботвинью с тюрбо вместо осетрины, но «только вот квасу никаким манером добыть нельзя». В рассказе М. П. Арцыбашева «Тени утра» зелёную ботвинью в белой миске подают на стол, сервированный на балконе. В романе «Анна Каренина» Л. Н. Толстого Вронский предлагает гостившей в доме Долли Облонской на выбор ботвинью или суп. Из поданного в саду обеда из пяти кушаний герои рассказа Л. Н. Толстого «Ягоды» из-за жары покушали только «ботвинью ледяную со свежей белорыбицей и разноцветное мороженое». В повести И. С. Тургенева «Два приятеля» с Маврой Ильиничной случился паралич прямо за столом как раз в тот момент, когда она уже скушала две тарелки ботвиньи и попросила третью.
В литературной среде XIX века ботвинья применялась в патриотическом дискурсе, а также служила метафорой провинциальности и отсталости. Более всего известна заметка А. С. Пушкина о патриотизме, в которой он подверг критике тех сограждан, что считают себя патриотами уже потому, что любят ботвинью, а их дети носят александрийки, но не знают при этом истории Отечества и не заботятся о его славе. Критикуя квасной патриотизм, «смешение пустяков с предметами действительно существенными» в стихотворении В. Г. Бенедиктова «Отечеству и врагам его», Н. А. Некрасов отмечал, что «выражать любовь свою к отчизне любовью к трепаку или к няне и к ботвинье […] теперь уже слишком несовременно». По логике поэта, многие иностранцы, пожившие два-три года в России, утверждали, что уже не могут обойтись без русской ботвиньи, блинов, щей, каши, простого вина, но это не делало их русскими и «горячими сынами нашей родины». В. Г. Белинский критиковал «образчик лирического пафоса» — стихотворение В. С. Филимонова о Москве, в котором упоминается и ботвинья: «Ты с ботвиньей, ты со щами, / С сбитнем, квасом всех родов, / Ты с тверскими калачами, / Первообраз городов!..» В пародии «Весна» Б. Н. Алмазова на «Майскую песню» И. В. Гёте «явилися щи из крапивы, / Ботвинья с младым огурцом».